# Groupe Abril
Pour les articles homonymes, voir Abril.
Le groupe Abril (Grupo Abril en portugais) est un groupe de médias brésilien dont la société mère, les éditions Abril (Editora Abril), est fondée en 1950 par Victor Civita. Tout au long de son histoire, l’entreprise a élargi et diversifié ses activités pour devenir une véritable institution au Brésil et l’un des plus influents groupes de médias en Amérique latine.
Le groupe Abril publie aujourd’hui 54 titres, atteignant environ 28 millions de lecteurs. Abril Gráfica, la division d’imprimerie du groupe, tire environ 568 millions de magazines par an grâce à des procédés numériques. Le groupe est aussi présent dans l’audiovisuel, notamment avec la chaîne MTV Brasil.

## Historique

### Le fondateur italo-américain
Victor Civita naît le 9 février 1907 à New York avec la nationalité américaine, d’un père juif italien (italkim) et d’une mère américaine, fille d’un baryton en tournée aux États-Unis. Sa famille repart pour l’Italie et y passe 30 années ; son fils Roberto Civita naît en 1936 à Milan.
En raison de la Seconde Guerre mondiale, la famille Civita émigre aux États-Unis, où Victor se lance dans l’imprimerie. Durant dix ans, il développe son entreprise. Son fils obtient, lui, plusieurs diplômes dont un en journalisme économique à la Wharton School de l’université de Pennsylvanie, et un autre en sociologie à l’université Columbia. En septembre 1949, Civita décide de s’installer au Brésil et souhaite investir dans l’édition.

### Début des publications
Au début des années 1940, Victor Civita et son frère Cesar Civita créent en Argentine une maison d'édition Editora Abril. En 1945, le journaliste Adolfo Aizen en visite en Argentine rencontre les frères Civita et dès l'année suivante ils forment un partenariat pour lancer un magazine avec des personnages Disney sous licence, nommé Seleções Coloridas qui est alors édité par Editora Brasil-América (EBAL), fondée le 18 mai 1945.
La société Abril s'implante au Brésil en 1950 sous le nom Editora Primavera dans un petit bureau du centre-ville de São Paulo avec une demi-douzaine d'employés. La première publication débute le 12 juillet ; c’est Pato Donald, la version sud-américaine des histoires de Donald Duck. Victor Civita renomme la maison d'édition brésilienne « Abril » (en français « avril »), car c’est le mois durant lequel débute le printemps en Europe. Le logo est un arbre qui représente la fertilité, l'image même de la vie de couleur verte, celle de l'espoir et l'optimisme. Rapidement les publications pour la jeunesse se font plus nombreuses avec Mickey, second titre du catalogue Disney lancé en 1952 et des titres en dehors de Disney comme Luluzinha, Super-Homem (adaptation de Superman), Turma da Mônica, Menino Maluquinho
À la fin des années 1950, le groupe Abril transforme ses activités. Le groupe attirent des professionnels de différents secteurs pour investir dans la formation et la technologie, inaugurant une culture brésilienne journalistique, de la photographie, l'édition et la production. Victor Civita décide alors de publier des ouvrages de référence sur ces sujets, ce qui est devenu un phénomène d'édition au Brésil. Jusqu’ici la connaissance était restreinte aux bibliothèques et aux librairies, maintenant le groupe parvient à la faire passer par les kiosques.
En 1961, le bon résultat des publications Disney pousse le groupe à lancer en janvier un troisième titre, Zé Carioca d'après le personnage José Carioca ainsi qu'un magazine qui se destine au public de la ménagère, Claudia.
En décembre 1963, le groupe lance un quatrième titre Disney Tio Patinhas ou Almanaque Tio Patinhas, d'après le nom portugais de l'Oncle Picsou.
Le magazine Recreio est lancé en 1969.
Editora Abril devient une presse présente dans toutes les transformations majeures de la société brésilienne : le tourisme avec des guides de voyage, l'industrie automobile avec Quatro Rodas, le football avec Score ou le sexe avec Playboy, VIP et Men's Health. Abril a également suivi la femme brésilienne au cours des cinquante dernières années, avec des magazines féminins : Caprice a commencé avec les romans-photo, Mannequin, premier magazine de mode et l'un des plus vendus au Brésil, Claudia, Nova, Elle, Estilo, Gloss, et Women's health, lancé en octobre 2008.

### Développement dans la télévision

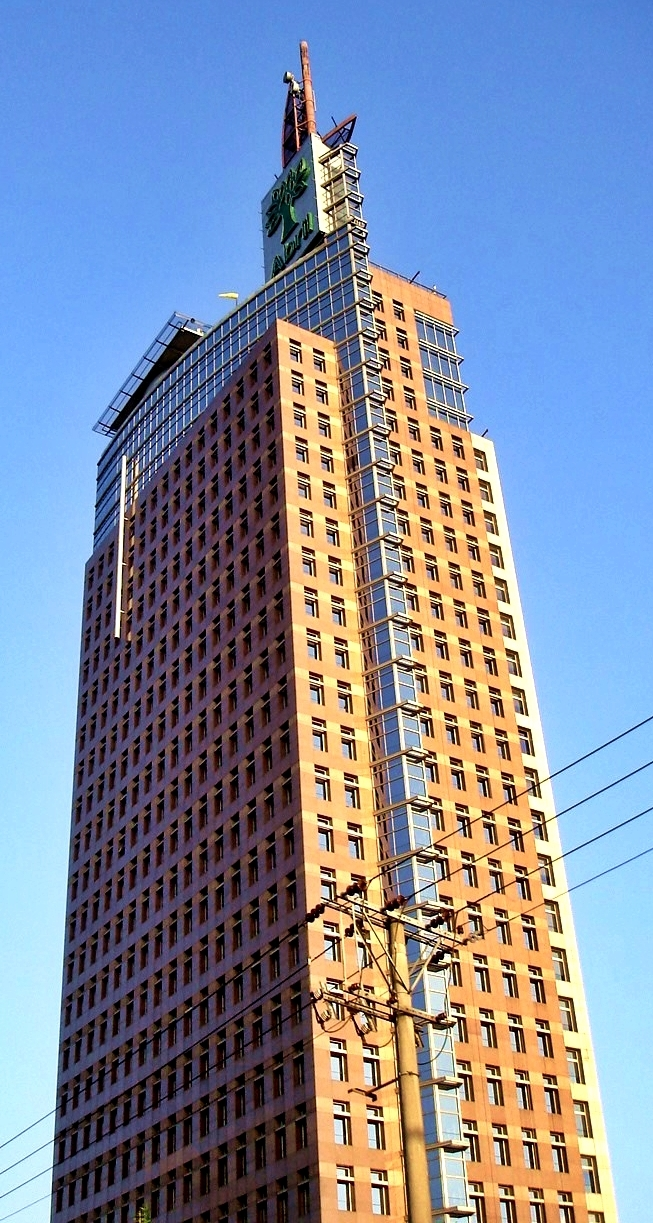
Siège principal du groupe Abril à São Paulo.

En 1990, le groupe Abril investit dans la télévision en lançant la chaîne MTV Brasil sous licence de Viacom.
En 1991, le groupe Abril et Telefónica lancent TVA, première chaîne de télévision payante brésilienne[réf. nécessaire].
En 1995, le groupe Abril investit dans la chaîne ESPN Brasil.
En 1996, le groupe installe son siège social dans le Birmann 21, un gratte ciel de São Paulo.
En 1999, le groupe Abril est contraint de revendre sa participation dans ESPN Brasil et ferme sa filiale de distribution Abril Video, remplacée par les équivalents détenus directement par Disney et Sony.
En mai 2006, le groupe sud-africain Naspers achète pour 422 millions de dollars, 30 % du capital d'Editora Abril, dont 13,8 % appartenant à des fonds d'investissement géré par Capital International depuis juillet 2004,.
Le 1er octobre 2007, Grupo Abril a créé Ideal TV, lancée pour la première fois sur la télévision payante. La programmation de la chaîne, dirigée par Maria Teresa Gomes, était composée de programmes orientés vers le domaine des affaires avec trois noyaux : gestion d'entreprise, gestion de carrière et bien-être, destinés au public entrepreneurial, avide d'informations et attentif aux événements mondiaux, aux professionnels qui font face au défi quotidien de montrer de bons résultats pour l'entreprise, de rester compétitifs sur le marché du travail et d'avoir encore du temps pour leur vie personnelle. Le programme comprenait également des bulletins d’information tout au long du programme, avec des nouvelles mises à jour tout au long de la journée. Le format de la chaîne a été qualifié de chaîne commerciale selon le journal britannique Financial Times. Au départ, 18 programmes ont été diffusés, produits en interne et acquis auprès de producteurs nationaux et internationaux, dont la BBC. Il était présent sur TVA, Telefônica TV Digital et TVN. Le 20 juillet 2009, la chaîne a été fermée à 23h59. Les raisons de la fermeture de la chaîne sont le refus des opérateurs Sky et Net d'inclure la chaîne dans leurs bouquets et les faibles audiences.
Le 11 octobre 2007, Grupo Abril achète Fernando Chinaglia Distribuidora  devenant ainsi le principal distributeur de publications en Amérique latine.
En juillet 2010, Abril Educação achète Anglo, une société d'institut d'apprentissage de l'anglais présent dans plus de 500 écoles associées.
Les années 2012 et 2013 ont été marquées par de nombreuses spéculations sur le transfert de la marque MTV Brasil à son propriétaire international Viacom. Avec le décès de Roberto Civita, président de l'entreprise, Grupo Abril a annoncé une nouvelle restructuration de l'entreprise. Environ 70 employés du groupe ont été licenciés et les magazines Playboy, Capricho et Contigo ont été supprimés dans le pays. Les sites Internet ont également signalé que l’entreprise ne devrait pas continuer à utiliser la marque MTV dans le pays.En 2013, Grupo Abril a confirmé qu'il rendrait la marque MTV à Viacom en octobre 2013, ce qui signifie que MTV Brasil ne ferait plus partie du groupe,.Le groupe avait l'intention de vendre la chaîne pour une « meilleure affaire », car il n'avait pas l'intention de lancer la nouvelle chaîne ou de continuer dans le secteur de la télévision.Le 18 décembre de la même année, dans un communiqué officiel, Fábio Colletti Barbosa, président du Groupe Abril, a annoncé la vente de la concession de télévision ouverte au Brésil au Groupe Spring, qui publie le magazine Rolling Stone dans le pays, entre autres magazines,.Ce groupe appartient à l'ancien vice-président de SBT et Band, José Roberto Maluf. Après avoir été approuvé par le Ministère des Communications et le Conseil Administratif de Défense Économique (Cade), MTV Brasil a été vendu au Groupe Spring. Ministério Público Federal (MPF) jugé le compte de la vente de la radiodiffusion au Groupe Abril en 2015, la transaction impliquée entre les trois sociétés a été approuvée.Le 22 octobre 2015, le transfert d'Abril Radiodifusão à Spring a été publié au Journal Officiel de l'Union.L'année suivante, le président par intérim Michel Temer et Gilberto Kassab, alors chef du ministère de la Science, de la Technologie, des Innovations et des Communications, ont approuvé le transfert de la concession d'Abril Radiodifusão à Spring sur une base précaire, jusqu'à ce que le renouvellement de la concession soit approuvé par le Congrès national.
Le 8 juin 2018, Editora Abril confirme l'arrêt des publications des bandes dessinées Disney. Elles sont reprises l'année suivante par Editora Culturama.

## Organisation de la société

### Médias
La division Abril Mídia regroupe les activités dans les médias de la société :
- Editora Abril, éditeur des publications éditées ou diffusées ;
- Abril Mídia Digital, filiale internet
- Alphabase, marketing interactif.

#### Publications
- Veja, Veja São Paulo, Veja Rio
- Abril Coleções
- Almanaque Abril
- Ana Maria
- Arquitetura & Construção
- Aventuras na História
- Boa Forma
- Bons Fluidos
- Bravo!
- Capricho
- Casa Claudia
- Claudia
- Contigo!
- Elle
- Estilo
- Exame, Exame PME
- Gloss
- Guia do Estudante
- Guia Quatro Rodas
- Info
- Lola
- Loveteen
- Manequim
- Máxima
- Men's Health
- Minha Casa, Minha Novela
- Mundo Estranho
- National Geographic Brasil
- Nova, Nova Escola
- Placar
- Playboy
- Quatro Rodas
- Revista A
- Runner's World
- Saúde! É vital
- Sou + Eu
- Superinteressante
- Tititi
- Viagem e Turismo
- Vida Simples
- Vip
- Viva! Mais
- Você RH, Você S/A
- Women's Health

#### Activités télévisuelles
La chaîne payante TVA (Televisão Abril) est le deuxième plus important fournisseur de services de télévision numérique payante ; la filiale fournit également des services d’accès à Internet haut débit et à la Voip.[réf. nécessaire]

#### Activités Internet
Le groupe détient également à 100 % la chaîne de télévision MTV Brasil, avec une programmation destinés aux jeunes.

### Éducation
Abril acquiert en 2004 les éditeurs Ática (pt) et Scipione (pt) spécialisés dans la presse éducative ; ils sont intégrés dans la branche Abril Educação (BE) qui mène depuis le marché brésilien pour les manuels scolaires avec une part de marché de 29 %. La branche comprend également Anglo, un organisme de formation à l’anglais.

### Autres activités
- DGB est la holding de distribution et de logistique du groupe Abril, composée de quatre sociétés :
  - Dinap, distribution de titre de presse ;
  - FC Comercial, distribution de titres de presse ;
  - Magazine Express, distribution de titres de la presse internationale ;
  - Treelog, logistique de presse.
- Abril Gráfica, imprimeur
- Rede Elemidia, organe publicitaire et fournisseur de médias numériques
- Abril Radiodifusão, société de radiodiffusion (1999-2014);
  - MTV Brasil, filiale à 100 % du groupe Abril, résilié le 30 septembre 2013, retourné à Viacom à compter du 1er octobre 2013;
- TVA, opérateur de télévision par câble brésilien en activité entre 1991 et 2012;
- UOL, portail Internet, vendu à Folha en 2001;

## Données économiques

### Résultats financiers
| Année | Chiffre d'affaires | Résultats net |
| ----- | ------------------ | ------------- |
| 2006  | 945,879            | 36,153        |
| 2007  | 1 024,127          | 86,785        |
| 2008  | 1 935,388          | 123,100       |
| 2009  | 1 991,177          | 56,666        |